# 야나가와 층
야나가와층은 신제3기 마이오세 (1500 ~ 1600 만 년 전) 해저에 퇴적되어 만들어진 지층이다. 후쿠시마현의 후쿠시마 분지 북부에 넓게 분포한다. 중, 세립질 사암으로 이루어져 있으며, 어패류 화석이 다수 발굴되고 있다. 후쿠시마현 다테시 야나가와 정의 히로세 강변에 넓게 노출되어있는 것을 유래로 야나가와 층으로 부르게되었다.
1984년 8월 21일, 야나가와 층에서 세계적으로 희귀한 팔레오파라독시아의 거의 완전한 화석이 발견되었다.